# Хайнрих IV фон Бургау
Хайнрих IV фон Бургау (VI) (на немски: Heinrich IV (VI) von Burgau; † 9 октомври 1301) от швабския графски род фон Берг от Берг-Шелклинген е последният маркграф на Бургау в Херцогство Швабия.
Той е син на граф Хайнрих III фон Бургау (†1286) и съпругата му Агнес († 3 февруари 12??). Сестра му Аделхайд фон Бургау († 1310), монахиня в Щетен близо до Гнадентал, е омъжена пр. 1282 или 1290 г. за херцог Конрад II фон Тек/крал Конрад V фон Тек († 1292). Незаконната му сестра Агнес фон Берг-Бургау († сл. 1306) е омъжена за граф Бертхолд III фон Грайзбах († 1324).

## Фамилия
Хайнрих IV фон Бургау се жени на 28 октомври 1288 г. за графиня Маргарета фон Хоенберг († сл. 1295), племенница на хабсбургския крал Рудолф I, дъщеря на граф Албрехт II фон Хоенберг-Ротенбург († 1298) и графиня Маргарета фон Фюрстенберг († 1296). Те имат една дъщеря:
- Маргарета фон Бургау († сл. 1322), омъжена ок. 1293 г. за граф Херман II фон Кастел († 1331), син на граф Хайнрих II фон Кастел († 1307) и Аделхайд фон Цолерн-Нюрнберг († 1307).